# Western Sydney University

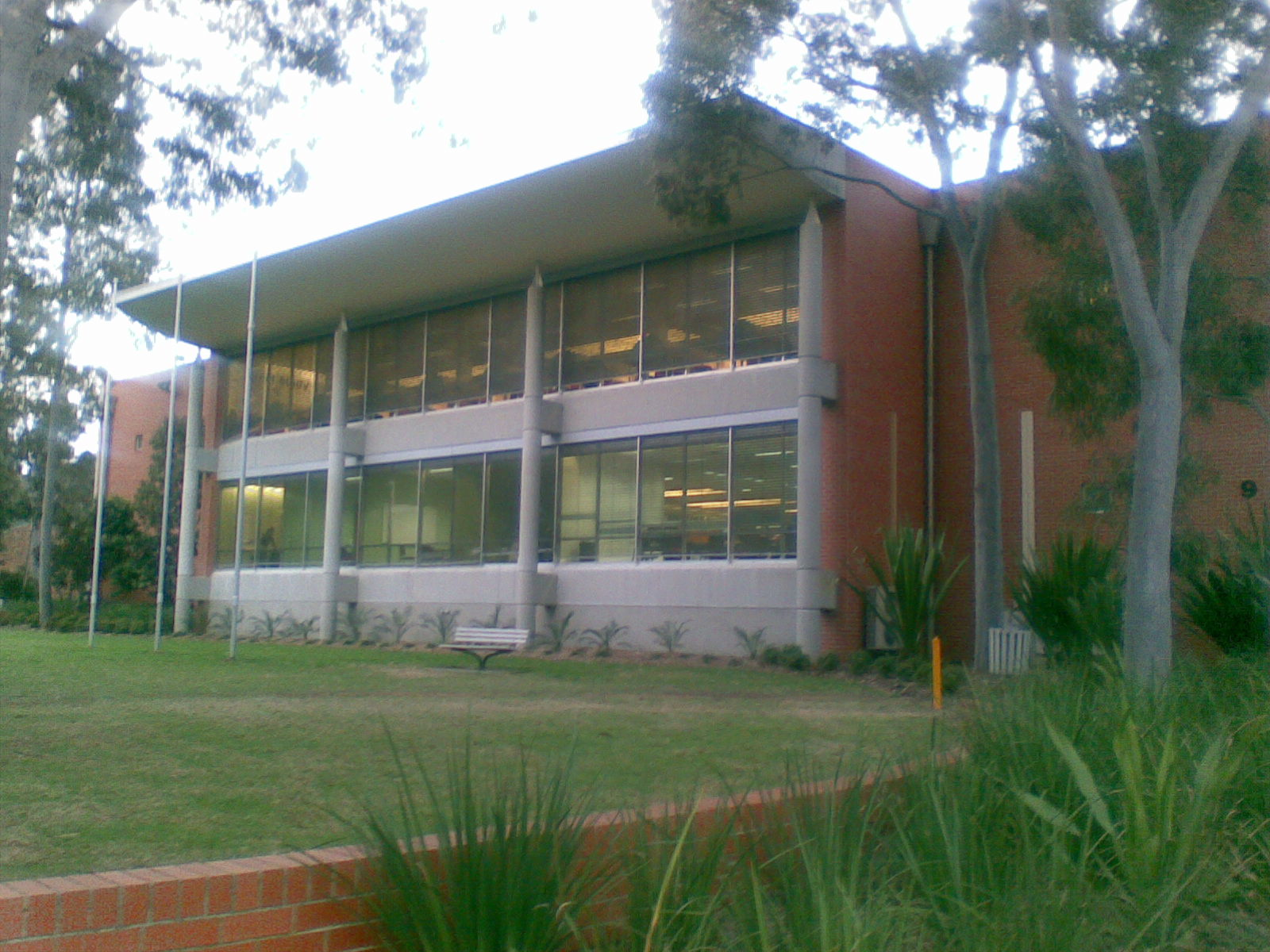
Jedna z bibliotek uniwersyteckich

Western Sydney University (do 2015 University of Western Sydney) – australijska państwowa uczelnia wyższa powstała w 1989 w wyniku połączenia kilku mniejszych placówek, nie posiadających statusu uniwersyteckiego. Posiada kilka kampusów zlokalizowanych w zachodnich dzielnicach Sydney. Zatrudnia ok. 1200 pracowników naukowych, kształcących ok. 37 tysięcy studentów, w ogromnej większości na studiach licencjackich. Jej mottem są słowa bringing knowledge to life („powołując wiedzę do życia”).

## Struktura
Uniwersytet podzielony jest na 17 szkół, zgrupowanych w 3 kolegiach:
- Kolegium Sztuk
  - Szkoła Sztuk Komunikacyjnych
  - Szkoła Edukacji
  - Szkoła Nauk Humanistycznych i Języków
  - Szkoła Psychologii
  - Szkoła Nauk Społecznych
- Kolegium Biznesu
  - Szkoła Księgowości
  - Szkoła Ekonomii i Finansów
  - Szkoła Prawa
  - Szkoła Zarządzania
  - Szkoła Marketingu
  - Podyplomowa Szkoła Zarządzania w Sydney
- Kolegium Zdrowia i Nauk Ścisłych
  - Szkoła Nauk Biomedycznych i o Zdrowiu
  - Szkoła Informatyki i Matematyki
  - Szkoła Inżynierii
  - Szkoła Medycyny
  - Szkoła Nauk Przyrodniczych
  - Szkoła Pielęgniarstwa